# Hino nacional das Ilhas Fiji
Meda Dau Doka ou God Bless Fiji é o hino nacional das Ilhas Fiji. A música resultou da adaptação de um hino cristão de 1911, de Charles Austin Miles intitulado Dwelling In Beulah Land. A letra e a música resultante foram compostas por Michael Francis Alexander Prescott e adoptadas após a independência, em 1970.
A letra em inglês e em fijiano não são traduções mútuas, tendo, até, poucas semelhanças.